# Accentus (Kammerchor)

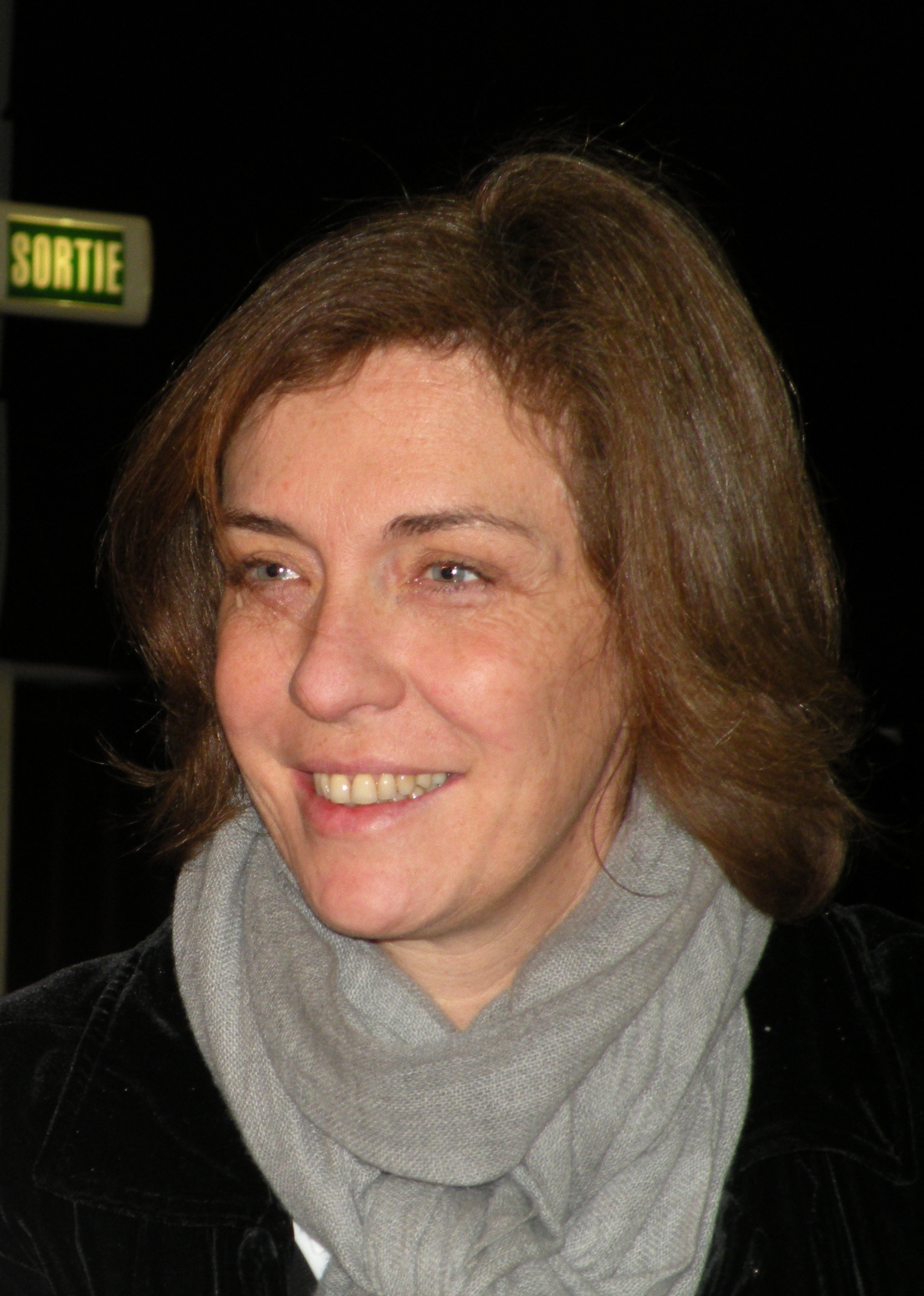
Laurence Equilbey

Der Chœur de chambre Accentus ist ein französischer professioneller Kammerchor, der 1991 von Laurence Equilbey  gegründet wurde. Repertoire-Schwerpunkte sind die Aufführung von A-cappella-Chorwerken, insbesondere von zeitgenössischer Vokalmusik.

## Geschichte
Der Chor wurde 1991 von Laurence Equilbey gegründet, die an den Konservatorien von Paris und Wien studiert hatte sowie bei Nikolaus Harnoncourt und dem Arnold Schoenberg Chor praktische Erfahrung sammelte. Ihr wichtigster Dirigierlehrer war der schwedische Chorleiter Eric Ericson.
Der Chor gestaltete zahlreiche Uraufführungen zeitgenössischer Chorwerke wie Granum Sinapis (1998) und Dona eis (1999) von Pascal Dusapin, sowie die französische Erstaufführung von Outis von Luciano Berio (1999). Der Chor arbeitet auch gemeinsam mit Orchestern wie dem Ensemble intercontemporain oder dem Orchestre de Paris unter der Leitung u. a. von Pierre Boulez, Jonathan Nott und Christoph Eschenbach. Er ist auch an Opernproduktionen u. a. der Opéra de Rouen und der Pariser Oper beteiligt. Seit 1993 ist die Fondation France Telecom fester Sponsor des Chores.

## Auszeichnungen
- Grand Prix de la Découverte Radio Classique (2001)
- Victoires de la musique classique: Ensemble vocal de l'année (2002, 2005 und 2008)
- Prix de la personnalité musicale de l'année du Syndicat de la critique (1997/1998)